# Listă de sculptori spanioli
Aceasta este o listă de sculptori spanioli.

## A
- Andreu Alfaro
- Don José Alvarez
- Don Manuel Alvarez
- Eusebi Arnau

## B
- Gaspar Becerra
- José Benlliure y Gil
- Miguel Berrocal
- Alonso Berruguete

## C
- Alonso Cano
- Jorge Castillo (sculptor)
- Eduardo Chillida

## G
- Pablo Gargallo
- Julio González (sculptor)

## L
- Antón Lamazares

## M
- Pedro de Mena
- Juan Martínez Montañés
- José Mora

## P
- Pablo Picasso

## R
- Luis Royo

## S
- Francisco Salzillo
- Alexander Sokolov
- Urbici Soler y Manonelles
- Gabriel Sanchez Calzada

## T
- Juan Bautista de Toledo